# Bunuri mobile din domeniul artă plastică clasate în patrimoniul cultural național al României aflate în județul Suceava
Acestă listă conține bunurile mobile din domeniul artă plastică clasate în Patrimoniul cultural național al României aflate la momentul clasării în județul Suceava.

## Tezaur
| Foto | Informații generale                                            | Detalii tehnice                                                                                         | Descriere | Deținător                                          | Legături |
| ---- | -------------------------------------------------------------- | --- | --- | -------------------------------------------------- | -------- |
|      | Hatmanul Anastasie Bașotă Autor: Livaditti, Niccolo            | Datare: 1830 Școală: școală românească Dimensiuni: 620x520 mm Material: ulei pe pânză, lipită pe carton | Portretul îl reprezintă pe Hatmanul Anastasie Bașotă (1798-1869). Este unul dintre primele portrete de aparat, specific pentru școala academistă de pictură, din Moldova, din prima jumătate a sec. al-XIX-lea. Reprezentat frontal, are capul ușor orientat spre dreapta, păr bogat, favoriți, mustață, pieptănătură după moda vremii. Poartă vestimentație specifică perioadei, cămașă albă cu fentă, nasturi, pliseuri, cu guler înalt susținut de o eșarfă, vestă albă și redingotă, ambele cu guler înalt până la baza gâtului. În mâna dreaptă ține o scrisoare cu adresa destinatarului ”A Monseur. Monseur le Hettman Anastasius Bachotta, Jassy”. Pe degetul arătător poartă un inel sigilar din aur. Pe redingotă în stânga, are prinsă o decorație rusească, Sf. Ana.                     | Muzeul de Artă „Ion Irimescu” - Fălticeni, Suceava | Cimec    |
|      | Cap de expresie Autor: Băeșu, Aurel                            | Școală: Școală românească Dimensiuni: 580x500 mm Material: ulei pe carton                               | Portretul plutașului Moș Parfichi de la Hangu, este reprezentat din semiprofil orientat spre stânga. Portretul este expresiv, robust, poartă pălărie neagră cu boruri ample, are plete, mustață, barbă albă. Cămașa în tonuri deschise, pe umărul stâng ține un toiag acoperit cu o haină. Realizată în manieră specifică artistului, în tușe ample spontane în tonuri de ocru, brun, verde, artistul redă trăsăturile specifice personajului. Lucrarea prezintă calități artistice. Semnat dreapta jos, cu brun A. Băeșu, nedatat, monogramă V.T. | Muzeul de Artă „Ion Irimescu” - Fălticeni, Suceava | Cimec    |
|      | Jucătorii de cărți (Colț de cafenea) Autor: Hârlescu, Dimitrie | Școală: școală românească Dimensiuni: 1290x1165 mm Material: ulei pe pânză                              | În interiorul unei cafenele, într-o atmosferă de semiîntuneric, stau așezate la mese câteva persoane. În centrul compoziției la prima masă, stau față în față doi jucători de cărți. Cel din stânga stă relaxat, sprijinit pe spătarul scaunului, poartă haine de culoare închisă, pe cap pălărie. Cel din partea dreaptă este aplecat peste masă, poartă pe cap șapcă, haine maro. În spatele lui un personaj, în haină neagră, cămașă albă, brâu roșu, stă în picioare și urmărește jocul. Alături în prim plan un scaun. Fundalul, peretele este realizat în tonuri de brun, verde, luminat de o fereastră cu draperie albă. Acesta pune în evidență interiorul, se observă două tablouri, un ceas de perete, alte mese cu clienți. Realizată în manieră modernă, în tușe spontane, în contraste. | Muzeul de Artă „Ion Irimescu” - Fălticeni, Suceava | Cimec    |
|      | Doamna în fotoliu (Balerina) Autor: Hârlescu, Dimitrie         | Datare: 1912 Școală: școală românească Dimensiuni: 1160x1000 mm Material: ulei pe pânză                 | Reprezentată din profil, o balerină, este surprinsă într-un moment de relaxare, stă așezată pe un fotoliu. Ține mâna stângă pe laterala fotoliului, poartă o brățară din aur. Portret expresiv reprezentat din profil, are părul prins la spate. Poartă rochie roșie, cu mâneci scurte, bordată la poale cu dantelă albă, ciorapi gri, pantofi negri. Fundalul lucrării este vibrat în tonuri de gri, albastru verde, pe suprafața căruia sunt reprezentate elemente vegetale, (frunze) verzi. Compoziția este realizată în manieră modernă specifică artistului, în tușe ample, spontane, în contraste de roșu, verde, albastru, gri, negru, alb. Lucrarea prezintă calități artistice. Semnat dreapta jos cu albastru, datat (1)912.                                                               | Muzeul de Artă „Ion Irimescu” - Fălticeni, Suceava | Cimec    |
|      | Portretul Doamnei Elena Motaș Autor: Băeșu, Aurel              | Școală: Școală românească Dimensiuni: 590x435 mm Material: pastel pe carton                             | Portretul este reprezentat semiprofil, orientat spre dreapta. Asemenea unei madone personajul are privirea orientată în sus, ochii mari, negri, părul ondulat, scurt, având cărare la mijloc. Bun portretist, sensibil colorist, artistul îi surprinde trăsăturile fizice și psihice, transparența sidefie a pielii, care sunt puse în evidență de vestimentație, realizată în contrast cromatic de negru cu accente albastre. Fondul lucrării este vibrat în tușe circulare, în tonuri deschise, pastelate, de verde, galben, până la ocru. Realizată în pastel lucrarea prezintă calități artistice. Semnat stânga jos, cu galben, Băeșu, datat (1)918. | Muzeul de Artă „Ion Irimescu” - Fălticeni, Suceava | Cimec    |

## Fond
| Foto | Informații generale                                                                           | Detalii tehnice | Descriere | Deținător                                                              | Legături |
| ---- | --------------------------------------------------------------------------------------------- | --- | --- | ---------------------------------------------------------------------- | -------- |
|      | Portret de fetiță Autor: Hârlescu Dimitrie                                                    | Școală: școală românească Dimensiuni: 405x270 mm Material: ulei pe pânză                                                                             | Portretul unui copil, este reprezentat frontal, surprins într-un moment de tristețe. Are părul lung, ondulat, ciufulit, ochii albaștri, obrajii rotunzi, buze roșii, poartă haine în tonuri de gri. Realizat în manieră modernă, în tușe ample, în contraste cromatice de ocru, albastru, roșu, gri, negru, artistul redă trăsăturile caracteristice personajului, inocența, vârsta. | Muzeul de Artă „Ion Irimescu” - Fălticeni, Suceava                     | Cimec    |
|      | Portret de femeie Autor: Șoldănescu, Ștefan                                                   | Școală: școală românească Dimensiuni: 570x440 mm Material: cărbune pe hârtie                                                                         | Portretul unei tinere, reprezentată frontal, capul orientat spre dreapta. Poartă părul având cărare la mijloc, strâns la spate. Este îmbrăcată cu rochie încheiată cu nasturi în față, cu pasmanterie, guler înalt, prins cu broșă, bluză albă cu rujulet la gât. Realizată în manieră academistă, portretul surprinde trăsăturile specifice personajului. | Muzeul de Artă „Ion Irimescu” - Fălticeni, Suceava                     | Cimec    |
|      | Natură statică cu pești Autor: Băncilă, Octav                                                 | Școală: școală românească Dimensiuni: 290x410 mm Material: ulei pe carton                                                                            | Desfășurată pe orizontal, natura statică ne prezintă în prim plan, o masă unde sunt așezați doi pești mari, în dreapta un vas din cupru. Fundalul de culoare închisă, pune în evidență compoziția, realizată în contraste cromatice de gri, alb, ocru, roșu englez. Manieră specifică artistului, lucrarea prezintă calități artistice. | Muzeul de Artă „Ion Irimescu” - Fălticeni, Suceava                     | Cimec    |
|      | Portret Conu Nicu Autor: Băeșu, Aurel                                                         | Școală: școală românească Dimensiuni: 590x510 mm Material: tehnică mixtă pe carton ocru                                                              | Un bărbat matur, este reprezentat frontal, are capul înclinat spre dreapta. Are părul cărunt, poartă cămașă bleu, haină gri. Portretul expresiv este realizat în tehnică mixtă, în tușe ample, în contraste cromatice, artistul îi surprinzând trăsăturile fizice, psihice, vârsta. Fondul este vibrat în contraste cromatice de negru, roșu, albastru, pun în evidență personajul portretizat. Lucrarea prezintă calități artistice. | Muzeul de Artă „Ion Irimescu” - Fălticeni, Suceava                     | Cimec    |
|      | Portretul D-nei General Georgescu Autor: Băeșu, Aurel                                         | Școală: românească Dimensiuni: 44x34 cm Material: pastel pe carton                                                                                   | Portretul unei doamne în vârstă, este reprezentat în semiprofil, orientat spre stânga, are capul aplecat în față, părul strâns la spate. Poartă pe umeri un șal, bluză încheiată cu nasturi în față. Sensibil colorist, artistul redă trăsăturile fizice și psihice ale personajului, construiește volumele prin contraste de umbră și lumină. Lucrarea prezintă calități artistice. | Muzeul de Artă „Ion Irimescu” - Fălticeni, Suceava                     | Cimec    |
|      | Portretul Dr. Rossignon Autor: Băeșu, Aurel                                                   | Școală: Școală românească Dimensiuni: 535x390 mm Material: ulei pe pânză                                                                             | Personalitate marcantă, contemporan cu artistul, Ioan Rossignon, a fost medic, muzician. Pe un fond de clarobscur, Dr. Rossignon este reprezentat frontal, are capul orientat spre stânga, privirea în lateral. Poartă cămașă albă, cravată, haină neagră. Portretul este expresiv, luminos, are chelie, în laterale părul ondulat, poartă mustață. Realizat în manieră modernă, tușe spontane, contraste cromatice artistul îi surprinde personalitatea, trăsăturile specifice personajului, în perioada de maturitate. Valențe artistice. | Muzeul de Artă „Ion Irimescu” - Fălticeni, Suceava                     | Cimec    |
|      | Ciobănaș Autor: Băeșu, Aurel                                                                  | Școală: Școală românească Dimensiuni: 405x305 mm Material: ulei pe carton                                                                            | Pe o pajiște verde cu flori, în prim plan, un ciobănaș stă așezat pe iarbă, este surprins într-un moment de relaxare. În plan secund pe un fundal închis, sunt reprezentate animale. Realizată în spirit grigorescian, în tușe ample, în contraste cromatice de verde, ocru, gri, alb, brun, artistul redă atmosfera specficiă anotimpului, a locului. Semnat cu tuș negru, datat, latură jos, mijloc Aurel Băeșu, 1916. | Muzeul de Artă „Ion Irimescu” - Fălticeni, Suceava                     | Cimec    |
|      | Portret Autor: Băeșu, Aurel                                                                   | Școală: școală românească Dimensiuni: 290x190 mm Material: creion pe hârtie                                                                          | Portret de bărbat reprezentat frontal, are capul orientat spre stânga, în semiprofil. Portret expresiv, are fruntea lată, sprâncene bogate, privirea în lateral. Bun portretist artistul construiește volumele prin desen, hașur, cu accente de umbră și lumină, astfel redă trăsăturile caracteristice personajului. | Muzeul de Artă „Ion Irimescu” - Fălticeni, Suceava                     | Cimec    |
|      | Casă din Rotopănești Autor: Băeșu, Aurel                                                      | Școală: Școală românească Dimensiuni: 250x340 mm Material: ulei pe carton                                                                            | Aurel Băeșu a realizat peisaje inspirate din lumea satului din zona Moldovei. În prim plan vegetație, silueta unui copil, în plan secund un gard înalt din nuiele, acoperit cu paie, o poartă din lemn. În centrul compoziției o casă cu pereți albi, înconjurată de copaci de diferite înălțimi, cerul gri completează fundalul. Manieră stilistică modernă, artistul folosește tonuri de verde, ocru, brun, gri, redă atmosfera specifică locului - vara, luminozitatea. Semnat, datat, stânga jos cu negru, Aurel Băeșu, 1916. | Muzeul de Artă „Ion Irimescu” - Fălticeni, Suceava                     | Cimec    |
|      | Peisaj Autor: Dimitrescu, Ștefan                                                              | Școală: Școală românească Dimensiuni: 385x485 mm Material: tuș negru pe carton                                                                       | Peisajul ne prezintă în prim plan vegetație, în partea dreaptă este amplasat un arbore, bănci două personaje, alături o clădire scundă. Pe fundalul lucrării, o altă clădire înaltă, masivă. Bun desenator, construiește volumele prin desen-linii modulate, gradații cromatice obținute prin laviu. Lucrarea prezintă calități artistice. Semnat cu negru dreapta jos, Șt. Dimitrescu, nedat. | Muzeul de Artă „Ion Irimescu” - Fălticeni, Suceava                     | Cimec    |
|      | Nud de bărbat Autor: Șoldănescu Ștefan                                                        | Școală: Școală românească Dimensiuni: 980x625 mm Material: cărbune pe carton                                                                         | Într-un interior, este reprezentat un bărbat nud, văzut din spate, având o musculatură proeminentă. Este aplecat în față, piciorul drept flexat, se sprijină pe cel stâng. Studiul realizat la Munchen, în 1892, demonstrează talentul artistului. Construiește volumele prin umbră și lumină, gradații de tonuri, redă musculatura, reperele anatomice. Lucrarea prezintă calități artistice. | Muzeul de Artă „Ion Irimescu” - Fălticeni, Suceava                     | Cimec    |
|      | Portret Maria Bosânceanu Autor: Șoldănescu, Ștefan                                            | Școală: românească Dimensiuni: 580x420 mm Material: cărbune pe carton                                                                                | Portret expresiv, masiv, este reprezentat frontal, are capul orientat ușor spre dreapta, privirea în lateral. Poartă părul având cărare la mijloc, este împletit la spate, în urechi cercei. Este îmbrăcată cu bluză albă cu guler înalt, prinsă cu broșă, vestă cu nasturi, taior cu guler rotunjit. Realizat în manieră academistă, portretul prezintă calități artistice. | Muzeul de Artă „Ion Irimescu” - Fălticeni, Suceava                     | Cimec    |
|      | Clopotnița din Rădășeni Autor: Băeșu, Aurel                                                   | Școală: Școală românească Dimensiuni: 315x240 mm Material: ulei pe carton                                                                            | Compoziția ne prezintă un peisaj din satul Rădășeni, situat în apropierea orașului Fălticeni, vara. În prim plan vegetație, în centru o cruce din lemn. În dreapta, în plan secund se desfășoară pe vertical clopotnița și biserica veche a satului, alături două personaje. În stânga centru sunt reprezentate alte două siluete umane, pe fundal vegetație, copaci, cerul albastru cu nori albi. Manieră modernă specifică artistului, redă atmosfera locului, a anotimpului într-o cromatică rafinată, în tonuri de gri, verde, ocru, brun. Lucrarea prezintă calități artistice. Semnat stg. Jos cu tuș negru, Aurel Băeșu, datat 1918; însemnare autografă în tuș negru, Clopotnița din Rădășeni. | Muzeul de Artă „Ion Irimescu” - Fălticeni, Suceava                     | Cimec    |
|      | Portret Magda Nemțeanu Autor: Băeșu, Aurel                                                    | Școală: românească Dimensiuni: 400x320 mm Material: ulei pe carton                                                                                   | Portretul este reprezentat frontal orientat, spre dreapta. Portret expresiv, ochii mari negri, nasul drept, buze voluminoase. Tânăra doamnă poartă părul lung până la umeri, bluză albă, cruciuliță la gât. Fondul clarobscur pune în evidență portretul. Manieră stilistică specifică artistului, lucrarea prezintă calități artistice. | Muzeul de Artă „Ion Irimescu” - Fălticeni, Suceava                     | Cimec    |
|      | Nud de femeie Autor: Șoldănescu, Ștefan                                                       | Școală: românească Dimensiuni: 940x555 mm Material: cărbune pe carton                                                                                | Într-un interior, o adolescentă, este reprezentată în picioare, frontal, nud. Are părul strâns la spate, capul aplecat în față, mâinile în poziție de tragere cu arcul. În mâna dreapta ține săgeata, în stânga arcul. În plan secund, în stânga pe vertical este reprezentată o draperie, fond unitar. Realizată în manieră academistă, artistul construiește riguros volumele prin umbră și lumină, redă frumusețea modelului. Semnat dreapta jos, lateral, Șt. Șoldănescu, datat, 1891, oct.8 | Muzeul de Artă „Ion Irimescu” - Fălticeni, Suceava                     | Cimec    |
|      | Portret Cristofor Ghiorghiu Autor: Șoldănescu, Ștefan                                         | Școală: românească Dimensiuni: 600x425 mm Material: cărbune pe carton                                                                                | Portretul este reprezentat frontal, capul orientat spre dreapta, privirea în lateral. Portret expresiv, poartă părul, barbă, mustață după moda vremii. Ca vestimentație are cămașă albă cu guler înalt, susținut de eșarfă, haină cu revere ample. Fondul unitar pune în evidență portretul. Realizat în manieră academistă, artistul suprinde trăsăturile fizice, psihice ale personajului. Lucrarea prezintă valențe artistice. | Muzeul de Artă „Ion Irimescu” - Fălticeni, Suceava                     | Cimec    |
|      | Portret de bătrână Autor: Hârlescu, Dimitrie                                                  | Școală: Școală românească Dimensiuni: 495x425 mm Material: ulei pe pânză                                                                             | Portretul unei persoane în vârstă, este reprezentată frontal, are capul orientat ușor spre dreapta. Poartă pe cap un batic gri cu buline, legat la spate, având urechile dezgolite. Este îmbrăcată cu bluză de culoare deschisă, haină verde. Fondul vibrat în tonuri gri, pune în evidență personajul. Realizat în manieră modernă, specifică artistului, în tușe largi spontane, în tonuri de ocru, verde, gri, artistul îi surprinde trăsăturile, vârsta dar și tristețea. Lucrarea prezintă calități artistice. | Muzeul de Artă „Ion Irimescu” - Fălticeni, Suceava                     | Cimec    |
|      | Prezentarea la templu Autor: Veniamin ot Solca, zugravul                                      | Datare: 1772 Școală: Atelier moldovenesc Dimensiuni: 40,5x28 cm Material: tempera pe lemn; foiță de aur                                              | Un interior de biserică servește ca fundal scenei prezentate. În centrul compoziției Sf. Simeon primește în brațele sale de la Fecioara Maria pe Pruncul lisus înfășat în scutece. Fecioara Maria este reprezentată îngenunchiată. Alături, sunt redați Sf. losif și Proorocița Ana. Jos, apare colivia cu cele două turturele. În plan secund, în spatele unor draperii roșii, două tinere fete țin în mâini lumânări. În modul de realizare a icoanei se resimte influența picturii occidentale vizibilă cu precădere în compunerea scenei prezentate, în cromatica mai vie folosită de zugrav, precum și în modelul veșmintelor personajelor care participă la scenă. Chiar dacă chipurile sunt pictate conform tradiției ortodoxe, în modelul acestora se resinte aceeași influență a picturii occidentale, de șevalet. O alta trăsătură este aspectul decorativ accentuat al icoanei dat de cromatica vie cu dominanta de roșu și verde în mai multe nuanțe care vibrează pe auriul fondului.                                                                                                 | Muzeul „Anastasie Crimca” al Mănăstirii Dragomirna, Mitocu Dragomirnei | Cimec    |
|      | Pogorârea Sfântului Duh Autor: Veniamin ot Solca, zugravul                                    | Datare: 1772 Școală: Atelier moldovenesc Dimensiuni: 40,5x28,5 cm Material: tempera pe lemn; foiță de aur                                            | Scena se desfășoară în interiorul unei biserici. În centrul compoziției, în ax de simrteie este reprezentată Maica Domnului înconjurată de cei 12 Apostoli așezați în semicerc. Deasupra, cerul deschis, unde planează Porumbelul Duhului Sfânt și de la care coboară limbi de foc pe creștetele Proorocilor. Culorile predominante sunt roșu de mai multe nuanțe, albastru și ocru. Aureolele și dunga de pe marginea icoanei, sunt aurii. Deși zugravul încearcă să respecte tradiția secolelor anterioare, se observă influența picturii occidentale la modelarea chipurilor, la tratarea faldurilor veșminelor. Prin așezarea firească a Apostolilor, suprinsă în poziții diferite față de canoanele tradiționale - în semiprofil sau chiar cu spatele la privitor - se atestă aceeași infuență occidentală asupra picturii tradiționale de icoane. | Muzeul „Anastasie Crimca” al Mănăstirii Dragomirna, Mitocu Dragomirnei | Cimec    |
|      | Înălțarea                                                                                     | Datare: 1772 Școală: Atelier moldovenesc Dimensiuni: 40,5x28 cm Material: tempera pe lemn; foiță de aur                                              | Scena Înălțării se desfășoară pe două registre: Sus, este redat cerul deschis pregătit să-l primească pe lisus care se înalță înconjurat de o mandorlă - o aură albă strălucitoare mărginită de roz, culoarea zorilor și de nori. În partea de jos, pe pământ, în centrul compoziției, este redată Fecioara Maria în atitudine de adorare, flancată de doi îngeri care arată spre lisus. Apostolii grupați în jurul Fecioarei sunt prezentați în atitudini care sugerează o emoție puternică urmare a participării lor la momentul Înălțării lui lisus Hristos . Remarcăm și la aceasta icoană același stil ca la icoanele precedente cu care este serie. | Muzeul „Anastasie Crimca” al Mănăstirii Dragomirna, Mitocu Dragomirnei | Cimec    |
|      | Buna Vestire Autor: Veniamin ot Solca, zugravul                                               | Datare: 1772 Școală: Atelier moldovenesc Dimensiuni: 40,4x28 cm Material: tempera pe lemn; foiță de aur                                              | Zugravul înfățișează scena cunoscută: într-un interior, sugerat de arhitecturi, sus , în cer deschis este redat Porumbelul Duhului Sfânt, înconjutat de raze radiare, dintre care una mai lungă ajunge pe creștetul Fecioarei. Aceasta este reprezentată sub un baldachin; cu capul plecat și mâinile întinse, în partea opusă Fecioarei, Arh. Gavriil, în picioare îi aduce vestea, ținând în mâini o ramură cu trei flori de crin - simbolul fecioriei. Ambii poartă aureole. Stilul icoanei este la fel ca la icoanele precedente cu care este serie. | Muzeul „Anastasie Crimca” al Mănăstirii Dragomirna, Mitocu Dragomirnei | Cimec    |
|      | Intrarea în biserică a Maicii Domnului Autor: Veniamin ot Solca, zugravul                     | Datare: 1772 Școală: Atelier moldovenesc Dimensiuni: 40,5x28 cm Material: tempera pe lemn; foiță de aur                                              | În interiorul unei biserici, Sf. Zaharia o întâmpină pe Fecioara Maria (copila) însoțită de părinții ei, de Sf. loachim și de Sf. Ana, care o aduc la Templu. În urma lor, un grup de tinere fete poartă în mâini lumânări aprinse. Alte două fete cu lumânări aprinse sunt înfățișate și în spatele Sf. Zaharia. În fundal, un peisaj cu munți și nori albi (după modelul picturii occidentale). Sf. Zaharia, Fecioara Maria și Sf. Săi Părinți poarta aureole aurii. Cu excepția Sf. loachim, celelalte personaje poartă bogate costume din țesături de mătase broșată cu fir de aur și cu broderii aurii. Modelarea chipurilor sfinților și tratarea cutelor veșmintelor este asemănătoare cu stilul întâlnit la icoanele precedente cu care este serie. | Muzeul „Anastasie Crimca” al Mănăstirii Dragomirna, Mitocu Dragomirnei | Cimec    |
|      | Sfântul Enoh, Sfântul Proroc Ilie și Sfântul Ioan Bogoslov Autor: Athanasie Zugrav            | Datare: 1770 Școală: Atelier moldovenesc Dimensiuni: 35x25 cm Material: tempera pe lemn; foiță de aur                                                | Într-un peisaj sugerat de iarbă, flori și stânci profilate în zare pe un cer pictat cu albastru deschis în partea de sus și cu roz trandafiriu spre linia orizontului, sunt redați în picioare, purtând veșminte tradiționale, Sf. Enoh, cu un filacter în mană, Sf. Pr. Ilie, de asemenea cu un filacter, și Sf. loan Bogoslov, cu Evanghelia. Deasupra lor, în cer deschis, pe un fond trandafiriu cu raze aurii este redat lisus Hristos, bust, care binecuvântează cu ambele mâini. Cerul deschis este înconjutat de nori pictați cu gri și alb. Semnătura zugravului și anul execuției picturii se află în colțul dreapta, jos, cu caractere chirilice: „ATHANASIE ZUGRAV, 1770". | Muzeul „Anastasie Crimca” al Mănăstirii Dragomirna, Mitocu Dragomirnei | Cimec    |
|      | Apostolul Andrei                                                                              | Datare: 1770 Școală: Atelier moldovenesc Dimensiuni: 40,5x28 cm Material: tempera pe lemn; foiță de aur                                              | Sf. Apostol Andrei este redat în picioare purtând în spate o cruce de o formă deosebită (în formă de X) pe care a fost crucificat, cunoscută sub denumirea de „Crucea Sf. Andrei", ca simbol al martiriului său. Peisajul din jur - pământul cu vegetație, cerul cu nori - sunt tratate în perspectivă aeriană. În colțul dreapta, sus, înconjurat de nori este reprezentat „Ochiul lui Dumnezeu". Crucea răstignirii, aureola Ap. Andrei și chenarul de pe marginea icoanei sunt redate cu auriu (foiță de aur). | Muzeul „Anastasie Crimca” al Mănăstirii Dragomirna, Mitocu Dragomirnei | Cimec    |
|      | Sfântul Enoh, Sfântul Proroc Ilie și Sfântul Ioan Bogoslov Autor: Veniamin ot Solca, zugravul | Datare: 1770 Școală: Atelier moldovenesc Dimensiuni: 83x40 cm Material: tempera pe lemn; foiță de aur; lemn sculptat; policromat                     | Sf. Enoh, Sf. llie și Sf. loan Bogoslov reprezintă icoana de hram a bisericii din cimitir a Mânăstirii Dragomirna, prima ctitorie a Mitropolitului Anastasie Crimca (1602). Cei trei sfinți sunt reprezentați în picioare sub o arcadă sculptată și policromată, aplicată pe blatul icoanei, într-un peisaj cu iarbă, flori și dealuri (încercare de redare a perspectivei). Fundalul icoanei este auriu, conform tradiției. Sf. Enoh ține o ramură de crin și un filacter, (text în Iimba slavă); poartă chiton albastru și himation violaceu. Sf. Ilie poartă veșminte pictate cu verde .El ține cu mâna dreaptă o spadă ridicată, iar în stânga ține un filacter. Sf. loan Bogoslov ține cu ambele mâini Evanghelia și este înveșmântat cu alb și verde. Sus, în cer deschis, mărginit de nori pictați cu albastru-gri, pe fond de aur, lisus binecuvântează cu ambele mâini. Chipurile personajelor au tipologia specifică „icoanelor carpatine", practicată cu precădere de populațiile de religie greco-catolică din ținuturile învecinate și care au influențat pictura din mediul ortodox. | Muzeul „Anastasie Crimca” al Mănăstirii Dragomirna, Mitocu Dragomirnei | Cimec    |
|      | Iisus Hristos                                                                                 | Datare: 1770 Școală: Atelier moldovenesc Dimensiuni: 83x45 cm Material: tempera pe lemn; foiță de aur; lemn sculptat; policromat                     | lisus Hristos este redat în picioare deasupra unor nori pictați cu albastru-gri. Fundalul icoanei este de aur. El poartă un chiton roșu cu flori mari aurii, cu broderie de aur la gât, mâneci și poale. Chitonul albastru este tivit cu galon auriu. Icoana este încadrată de un chenar în relief de cca. 4 cm. decorat în relief plat cu frunze aurii pe fond albastru, care se termină în partea superioară cu un arc în plin centru, decorat în același mod. Sus, la colțuri, câte o floare roșie, vrejuri și frunze aurii. Stilul picturii este asemănător cu icoana de hram cu care este serie, influențat fiind de pictura „carpatină". | Muzeul „Anastasie Crimca” al Mănăstirii Dragomirna, Mitocu Dragomirnei | Cimec    |
|      | Maica Domnului cu Pruncul                                                                     | Datare: 1770 Școală: Atelier moldovenesc Dimensiuni: 84x45 cm Material: tempera pe lemn; foiță de aur; lemn sculptat; policromat                     | Maica Domnului cu Pruncul în brațe, în picioare este redată deasupra unor nori. Poartă o palia albastră și un maforion roșu-vișiniu, decorat cu ample flori aurii realizate cu șablonul. La gât și la mâneci, broderii de aur. Fecioara ține Pruncul pe brațul stâng și cu mâna dreaptă îl indică. lisus copil binecuvântează cu dreapta iar în mâna stângă ține globul cruciger. El poartă chiton auriu și himation albastru deschis. Tipologia chipurilor este spcecifică icoanelor „carpatice". Influența mai accentuată ruteană în pictura moldovenească se resimte după alipirea Bucovinei la Galiția (în cadrul Imperiului Habsburgic). | Muzeul „Anastasie Crimca” al Mănăstirii Dragomirna, Mitocu Dragomirnei | Cimec    |
|      | Paisie Velicikovschi                                                                          | Datare: sf. sec. XVIII Școală: Atelier moldovenesc Material: ulei pe pânză                                                                           | Paisie Velicikovschi a fost starețul Mănăstirii Dragomirna între anii 1763-1775 . Pictorul anonim îl redă în veșminte de arhimandrit ținând cu ambele mâini, la piept, mătăniile. Fundalul întunecat al tabloului și hainele negre de călugăr evidențiază cu pregnanță chipul starețului înfțișat ca un personaj în vârstă, cu părul lung și alb căzându-i pe umeri, cu barba și mustața de asemenea albe. Chipul său, cu trăsături ascetice este palid, cu obrajii supți, iar ochii mari și gânditori, au parcă privirea întoarsă în interiorul sufletului. Portretul este executat cu destulă îndemanare de un pictor familiarizat cu pictura în ulei pe pânză. Pe latura de jos, o inscripție cu majuscule, cu caractere chirilice, ștearsă pe jumătate, amintește de „starețul Paisie". Tabloul s-ar putea să fi fost realizat la Mănăstirea Secu (unde a fost călugăr dupa 1775, în inscripție se poate citi „...Secul"), dar mai sigur (ținând seama de vârsta sa înaintată), la Mănăstitrea Neamț unde s-a retras și unde a și murit. Dupa 1990, el a fost canonizat.                       | Muzeul „Anastasie Crimca” al Mănăstirii Dragomirna, Mitocu Dragomirnei | Cimec    |
|      | Berta Gorgon Autor: Popp, Mișu                                                                | Datare: A doua jumătate a sec. al XX - lea Școală: Școală românească modernă Dimensiuni: L: 670; LA: 535 Material: ulei pe pânză                     | Portret bust de femeie tânără văzută din semiprofil. Este vorba de Berta Gordon, iubita lui Ciprian Porumbescu. | Complexul Muzeal Bucovina, Suceava                                     | Cimec    |
|      | Femeie tânără Autor: Bucevschi, Epaminonda                                                    | Datare: A doua jumătate a sec. al XIX - lea Școală: Școală românească modernă Dimensiuni: L: 440; LA: 355 Material: ulei pe pânză                    | Portret de tânără, profil spre stânga, compus central în ovalul ramei originale. Profilul, luminat frontal întunecat verde-ocru în gradație, procedeu regizoral cunoscut. Tehnică fidelă redării perfecte a materialului. | Complexul Muzeal Bucovina, Suceava                                     | Cimec    |
|      | Ciprian Porumbescu Autor: Popp, Mișu                                                          | Datare: A doua jumătate a sec. al XX - lea Școală: Școală românească modernă Dimensiuni: L: 650; LA: 515 Material: ulei pe pânză                     | Portret bust al tânărului Ciprian Porumbescu. Este văzut din semiprofil. | Complexul Muzeal Bucovina, Suceava                                     | Cimec    |
|      | Dr. Flodor Autor: Bucevschi, Epaminonda                                                       | Datare: A doua jumătate a sec. al XIX - lea Școală: Școală românească modernă Dimensiuni: L: 610; LA: 490 Material: ulei pe pânză cașerată pe carton | Portretul înfățișează o femeie tânără. Bust 3/4 spre dreapta, mărime naturală. Fizionomie robustă, expresivitate adâncă: tristețe, visare, închistare. Caracteristici de modă și vestimentație orășenească specifice celei de-a doua jumătăți a secolului al XIX-lea. | Complexul Muzeal Bucovina, Suceava                                     | Cimec    |
|      | Popas Autor: Hârlescu, Dimitrie                                                               | Datare: A doua jumătate a sec. al XIX - lea Școală: Școală românească modernă Dimensiuni: L: 405; LA: 616 Material: ulei pe pânză                    | Grupare compozițională în cadru de peisaj de luncă. În prim plan este redată o căruță cu coviltir într-un moment de popas; doi cai deshămați pasc lângă oiște. În planul al doilea tufe și copaci; în planul al treilea cerul pe care se profilează, în partea dreaptă, o turlă de bisercă. Domină culorile reci (albastru-verde), existând însă și un echilibru cald-rece (gri, roșu, brun). | Complexul Muzeal Bucovina, Suceava                                     | Cimec    |
|      | Colț de ramă cu pahar și șervet Autor: Bardasare-Panaiteanu, Emanoil                          | Datare: A doua jumătate a sec. al XIX - lea Școală: Școală românească modernă Dimensiuni: L: 400; LA: 685 Material: ulei pe pânză                    | Lucrarea este traversată de un ax central vertical care o împarte în două. - în dreapta, colțul de ramă, bogat în profil, cu un alto-relief având ca motiv principal niște frunze stilizate (ocru-brun), proiectat pe un fundal brun întunecat; paharul de sticlă este așezat aproximativ la mijlocul laturii de jos; transparența lui este redată prin tonuri de alb-gri și accentuate de negru-alb. - în stânga un șervet ce cade în falduri nu pe ramă, ci pe un alt suport. | Complexul Muzeal Bucovina, Suceava                                     | Cimec    |
|      | Soția Pictorului Autor: Bardasare-Panaiteanu, Emanoil                                         | Datare: A doua jumătate a sec. al XIX - lea Școală: Școală românească modernă Dimensiuni: L: 585; LA: 473 Material: ulei pe pânză                    | Pe un fundal brun închis se detașează puternic figura unei femei tinere cu privire senină, pătrunzătoare, îndreptată spre stânga. Lumina, care vine din stânga tabloului, este concentrată pe fața personajului. | Complexul Muzeal Bucovina, Suceava                                     | Cimec    |
|      | Portret de femeie Autor: Bardasare-Panaiteanu, Emanoil                                        | Datare: A doua jumătate a sec. al XIX - lea Școală: Școală românească modernă Dimensiuni: L: 595; LA: 470 Material: ulei pe pânză                    | Fundal brun deschis de pe care se detașează bustul unei femei cu privirea orientată spre dreapta. Figura deschisă inspirând simpatie și încredere. Lumina vine din stânga tabloului și este concentrată pe fața personajului, scoțând în relief fizionomia plină a acestuia. | Complexul Muzeal Bucovina, Suceava                                     | Cimec    |
|      | Portret de femeie Autor: Băeșu, Aurel                                                         | Școală: Școală românească modernă Dimensiuni: L: 660; LA: 390 Material: ulei pe pânză                                                                | Portret - bust de femeie tânără - plan 3/4 spre dreapta. Privire tristă, visătoare. Fundal tratat în game de brunuri, verde-ocru, iar vestimentația în aceleași tonuri, dar puțin mai închise, ceea ce face ca personajul să se detașeze abia vizibil, dar lumina, care vine de undeva din spate sus și este dozată pe fața și gâtul personajului, scoate în relief trăsăturile acestuia. | Complexul Muzeal Bucovina, Suceava                                     | Cimec    |
|      | Casă la Suha Autor: Băeșu, Aurel                                                              | Școală: școală românescă modernă Dimensiuni: 240x300mm Material: ulei pe carton                                                                      | În prim plan vegetație, iarbă, silueta unui copil. În plan secund, în centrul peisajului, o casă joasă, cu pereții albi, acoperiș în tonuri de ocru, alături o siluetă, în laterale grupaje de copaci. Pe fundal pădure, cerul gri pune în evidență compoziția. Lucrarea este realizată în tușe ample, direcționate, în tonuri de verde, ocru, gri, artistul redă atmosfera specifică locului, anotimpul. Semnat cu tuș negru, mijloc, stg., Aurel Băeșu, datat 1916, Casa Suha. | Muzeul de Artă „Ion Irimescu”, Fălticeni                               | Cimec    |
|      | Portretul lui Theodor Bosînceanu Autor: Șoldănescu Ștefan                                     | Școală: școală românească Dimensiuni: 590x420mm Material: cărbune pe carton                                                                          | Portretul unui bărbat tânăr. Reprezentat frontal, poartă părul dat peste cap, barbă, mustăți. Ca vestimentație, are cămașă albă cu guler înalt, susținut de o eșarfă, haină cu revere ample, încheiată cu nasturi. Realizat în manieră academistă, artistul redă trăsăturile fizice și psihice ale personajului. | Muzeul de Artă „Ion Irimescu”, Fălticeni                               | Cimec    |
|      | Portretul Jeniței Irimescu Autor: Baba, Corneliu                                              | Școală: școală românească modernă Dimensiuni: 370x320mm Material: ulei pe pânză                                                                      | Portretul soției sculptorului I. Irimescu, la tinerețe. Este reprezentată frontal, capul orientat ușor spre stânga, are părul prins cu fundă roz. La gât poartă o eșarfă de aceeași culoare, haină neagră. Portretul surprinde caracteristicile personajului, tinerețea. Fondul în tonuri de gri, pune în evidență portretul. Contraste cromatice, ocru, roz, negru, gri. Lucrarea prezintă calități artistice. | Muzeul de Artă „Ion Irimescu”, Fălticeni                               | Cimec    |
|      | Portretul sculptorului I. Irimescu Autor: Baba, Corneliu                                      | Școală: Școală modernă românească Dimensiuni: 540x480mm Material: ulei pe pânză                                                                      | Lucrarea reprezintă pe sculptorul I. Irimescu, la vârsta maturității. Dreapta jos, datat cu ocru, 1973, însemnare autografă: „lui Nicu Irimescu, de la prietenul de o viață”, C. Baba, Pangrati, mai 73. | Muzeul de Artă „Ion Irimescu”, Fălticeni                               | Cimec    |
|      | Seminud de femeie Autor: Șoldănescu Ștefan                                                    | Școală: școală românească modernă Dimensiuni: 820x630mm Material: ulei pe pânză                                                                      | Reprezentată frontal, șezând, o tânără fată, are corpul orientat spre dreapta, capul din profil,părul strâns în coc la spate. Cu mâna dreapta se sprjină, cea stângă o ține în față, pe coapsele acoperite de o draperie. Remarcabil desenator, sensibil colorist, artistul construiește volumele, folosind o cromatică rafinată, redă frumusețea tinerei. Fondul în tonuri de verde-gri, evidențiază compoziția. | Muzeul de Artă „Ion Irimescu”, Fălticeni                               | Cimec    |
|      | Portretul Jeniței Autor: Irimescu, Ion                                                        | Școală: școală românească modernă Dimensiuni: 550x410mm Material: ulei pe carton                                                                     | Portretul soției artistului reprezentat la tinerețe, frontal, este orientat spre stânga. Poartă părul strâns la spate, în față are prins un buchețel de flori roșii, la gât un medalion oval, rochie imprimată cu anchior. Fondul tabloului în tonuri roșu englez și brun, pune în evidență portretul. Semnat dreapta jos, cu ocru, irimescu ion, datat 1933. | Muzeul de Artă „Ion Irimescu”, Fălticeni                               | Cimec    |
|      | Interior Autor: Hârlescu Dimitrie                                                             | Școală: școală românească Dimensiuni: 910x705mm. Material: ulei pe pânză                                                                             | Într-un interior, în dreapta un personaj feminin, stă așezată pe o canapea. Poartă vestimentație neagră, rochie lungă, pălărie cu boruri ample. În partea stângă, a compoziției este amplasată o pianină, acoperită de o draperie gri, deasupra stă așezată, o statuetă, o cutie gri, alături un scaun rotund. În centrul lucrării pe fundal, este reprezentată o etajeră cu ghivece, având plante cu frunze verzi, o fereastră mare cu draperii, luminează interiorul. Realizată în manieră modernă, în forme stilizate, în tușe ample, într-o cromatică restrânsă de ocru, verde, gri, brun, negru, artistul redă atmosfera de intimitate. Pictură de factură decorativă, lucrarea prezintă calități artistice. | Muzeul de Artă „Ion Irimescu”, Fălticeni                               | Cimec    |
|      | Portret de bătrân Autor: Bâncilă Octav                                                        | Școală: școală românească Dimensiuni: 155x150mm. Material: ulei pe pânză                                                                             | Portretul reprezintă o persoană în vârstă. Pe cap poartă o pălărie neagră cu boruri ample, care-i acoperă fruntea, până la nivelul ochilor. Portret expresiv, are mustață și plete albe. Realizat în manieră stilistică specifică artistului, într-o cromatică restrânsă în gamă de ocru, gri, brun, în tușe ample, redă trăsăturile specifice personajului, vârsta. Lucrarea prezintă calități artistice. Semnat stânga jos cu roșu, Octav Băncilă, datat 1910. | Muzeul de Artă „Ion Irimescu”, Fălticeni                               | Cimec    |
|      | Mahala din Iași Autor: Bălțatu Adam                                                           | Școală: școală românească Dimensiuni: 490x640mm Material: ulei pe pânză, lipită pe carton                                                            | Lucrarea ne prezintă un peisaj, la marginea orașului Iași. În prim plan, o stradă, o căruță, un personaj în stânga, vegetație, copaci. În plan secund, în stânga un gard, anexe, în centru o casă cu etaj, cerdac din lemn, ferestre, uși la stradă, acoperiș roșu, cu hornuri. Cerul gri, complectează fondul, pune în evidență compoziția. Manieră stilistică specifică artistului, contraste cromatice de gri roșu, verde, ocru. | Muzeul de Artă „Ion Irimescu”, Fălticeni                               | Cimec    |
|      | Leda Autor: Irimescu Ion                                                                      | Școală: școală românească Dimensiuni: 101x103x16cm. Material: basorelief, gips patinat                                                               | Temă inspirată din mitologia antică. Leda este reprezentată nud, în poziție șezând, este încadrată de o eșarfă, distribuită semicircular, pe care o ține cu mâna stângă deasupra capului, iar cea dreaptă pe lângă corp. Cu piciorul drept se sprijină pe pământ, cu cel stâng pe Zeus, transformat în lebădă. Portretul Ledei este expresiv, poartă părul lung, până la umeri. Compoziție elaborată, expresivitate plastică, urmărește redarea volumetriei, demonstrând talentul modelatorului. | Muzeul de Artă „Ion Irimescu”, Fălticeni                               | Cimec    |
|      | Portret de femeie Autor: Băeșu Aurel                                                          | Școală: școală românească Dimensiuni: 760x550mm Material: ulei pe pânză                                                                              | Portret compozțional, reprezentat frontal, orientat spre stânga, ne prezintă o țărancă, stă așezată, își ține mâinile în față, este surprinsă într-un moment de meditație. Pe cap poartă broboadă, haină albastră, cămașă albă, fustă neagră. Portret expresiv, robust, în tonuri de ocru surprinde trăsăturile fizice și psihice, specifice personajului. Fondul tabloului, de clarobscur, pune în evidență compoziția, realizată în contraste cromatice de ocru, brun, albastru, alb. | Muzeul de Artă „Ion Irimescu”, Fălticeni                               | Cimec    |
|      | Portret Grigore Vasiliu Birlic Autor: Vasiliu Falti, Vasile                                   | Școală: școală românească Dimensiuni: 76x68x70cm Material: gips                                                                                      | Portretul îl reprezintă pe actorul Grigore Vasiliu Birlic, fratele artistului. Inspirat de personajul interpretat din filmul Bădăranii, actorul este reprezentat frontal, pe cap poartă pălărie triunghiulară, la gât eșarfă. Are părul adus în față pe frunte, în șuvițe, ochii mari, nasul și buzele specifice personajului. Acordă atenție volumetriei, urmărind evidențierea trăsăturilor fizice și psihice caracteristice ale actorului Gr.V. Birlic. | Muzeul de Artă „Ion Irimescu”, Fălticeni                               | Cimec    |
|      | Portret de femeie Autor: Băeșu Aurel                                                          | Școală: școală românească modernă Dimensiuni: 440x320mm Material: ulei pe carton                                                                     | Pe un fond închis, este reprezentat frontal,orientat spre dreapta, portretul unei tinere. Are părul negru, prins la spate, tenul deschis. Remarcabil portretist, artistul îi surprinde trăsăturile specifice, vârsta. Fundalul, vestimentația, pun în evidență portretul Profirei Sadoveanu. Semnat drepta jos, A. Băeșu, datat(1)918. | Muzeul de Artă „Ion Irimescu”, Fălticeni                               | Cimec    |
|      | Portretul Economului Ioan Savel Autor: Băeșu Aurel                                            | Școală: școală românească Dimensiuni: 720x520mm Material: ulei pe pânză                                                                              | Economul Ioan Savel, este reprezentat frontal, în vârstă, are părul alb, plete, capul acoperit cu potcap, poartă reverentă neagră, în partea stângă o medalie. Fondul în tonuri de gri, pune în evidență portretul expresiv. Artistul surprinde trăsăturile fizice și psihisice ale personajului. | Muzeul de Artă „Ion Irimescu”, Fălticeni                               | Cimec    |
|      | Portret de bărbat Autor: Anonim                                                               | Școală: Școală românească Dimensiuni: 1100x810mm Material: ulei pe pânză                                                                             | Portretul compozițional reprezintă un bărbat matur, care stă așezat pe un jilț roșu, în interior. Portret expresiv, poartă părul castaniu deschis, orientat spre dreapta cu perciuni, mustață, ochi albaștri. Este îmbrăcat după moda vremii, cu haină maro având guler amplu negru, încheiată în nasturi, cămașă albă cu gulerul înalt susținut de o eșarfă, înnodată. Fondul închis pune în evidență portretul. Insemnările de pe șasiu, în creion negru, Alexandru Ciurea. Semnat stânga jos, cu roșu, în monogramă, C.G. datat , (1)860?. | Muzeul de Artă „Ion Irimescu”, Fălticeni                               | Cimec    |
|      | Portretul scriitorului Ion Dragoslav Autor: Schweitzer-Cumpăna, Rudolf                        | Școală: Școală românească modernă Dimensiuni: 345x250mm Material: ulei pe carton                                                                     | Realizat în manieră modernă, specifică artistului, lucrarea reprezintă portretul scriitorului Ion Dragoslav. Folosește contraste cromatice, modelajul pastei dă expresivitate picturii. Dublă semnătură: semnat cu sienna, pe latura dreapta mijloc, datat 1925. Stânga jos, în tuș negru Dragoslav, semnătura artistului. | Muzeul de Artă „Ion Irimescu”, Fălticeni                               | Cimec    |
|      | Portret de fată cu coadă II Autor: Irimescu Ion                                               | Școală: școală românească modernă Dimensiuni: soclu 17x17x10cm.; I;36,5cm L:20cm A:46cm. Material: bronz patinat, turnare, patinare                  | Portretul unei tinere, are părul strâns la spate, într-o coadă lungă. Modelajul figurii, în forme stilizate, având un pronunțat caracter grafic, liniile proeminente detașează arcadele sprâncelelor, ochii mari, nasul drept, buzele arcuite. Are suportul din granit negru. Spate stânga inscripționat: „Combinatul Fondului Plastic, Bucuresti, 1963”, semnat dreapta lateral: „irimescu ion”. | Muzeul de Artă „Ion Irimescu”, Fălticeni                               | Cimec    |
|      | Făt Frumos omorând balaurul Autor: Irimescu Ion                                               | Școală: Școală românească modernă Dimensiuni: I:38,5cm L:39cm A:15cm. Material: bronz patinat                                                        | Artistul a abordat tema de inspirație biblică, Sf. Gheorghe, căreia i-a dedicat trei lucrări. Realizată în prima perioadă de creație urmărește redarea volumetriei, mișcarea, tensiunea momentului, expresivitate plastică. Semnat dreapta, jos: irimescuion, Făget 1945. | Muzeul de Artă „Ion Irimescu”, Fălticeni                               | Cimec    |